# Wilcze (powiat gryfiński)
Wilcze – kolonia w Polsce położona w województwie zachodniopomorskim, w powiecie gryfińskim, w gminie Widuchowa. Miejscowość wchodzi w skład sołectwa Żarczyn.
31 grudnia 2008 r. kolonia miała 36 mieszkańców.
W latach 1975–1998 miejscowość należała administracyjnie do województwa szczecińskiego.